# Loasa sigmoidea
Loasa sigmoidea är en brännreveväxtart som beskrevs av Ignatz Urban och Gilg. Loasa sigmoidea ingår i släktet Loasa och familjen brännreveväxter. Inga underarter finns listade i Catalogue of Life.